# 4-й Предпортовый проезд
4-й Предпорто́вый проезд — улица в Московском районе Санкт-Петербурга. Соединяет 6-й Предпортовый проезд и Предпортовую улицу параллельно 5-му Предпортовому проезду. Протяжённость — 515 м.

## История
Проезд получил название в 1975 году.

## Здания и сооружения
- дом 2 — ОАО «Машиностроительный завод»
- дом 5 — ОАО «Петербургский Мельничный Комбинат»
- складские помещения
- производственные территории

## Транспорт
- Метро: «Московская» (2070 м)
- Автобус: № 3, 11, 62
- Платформы: Предпортовая (1046 м)

## Пересечения

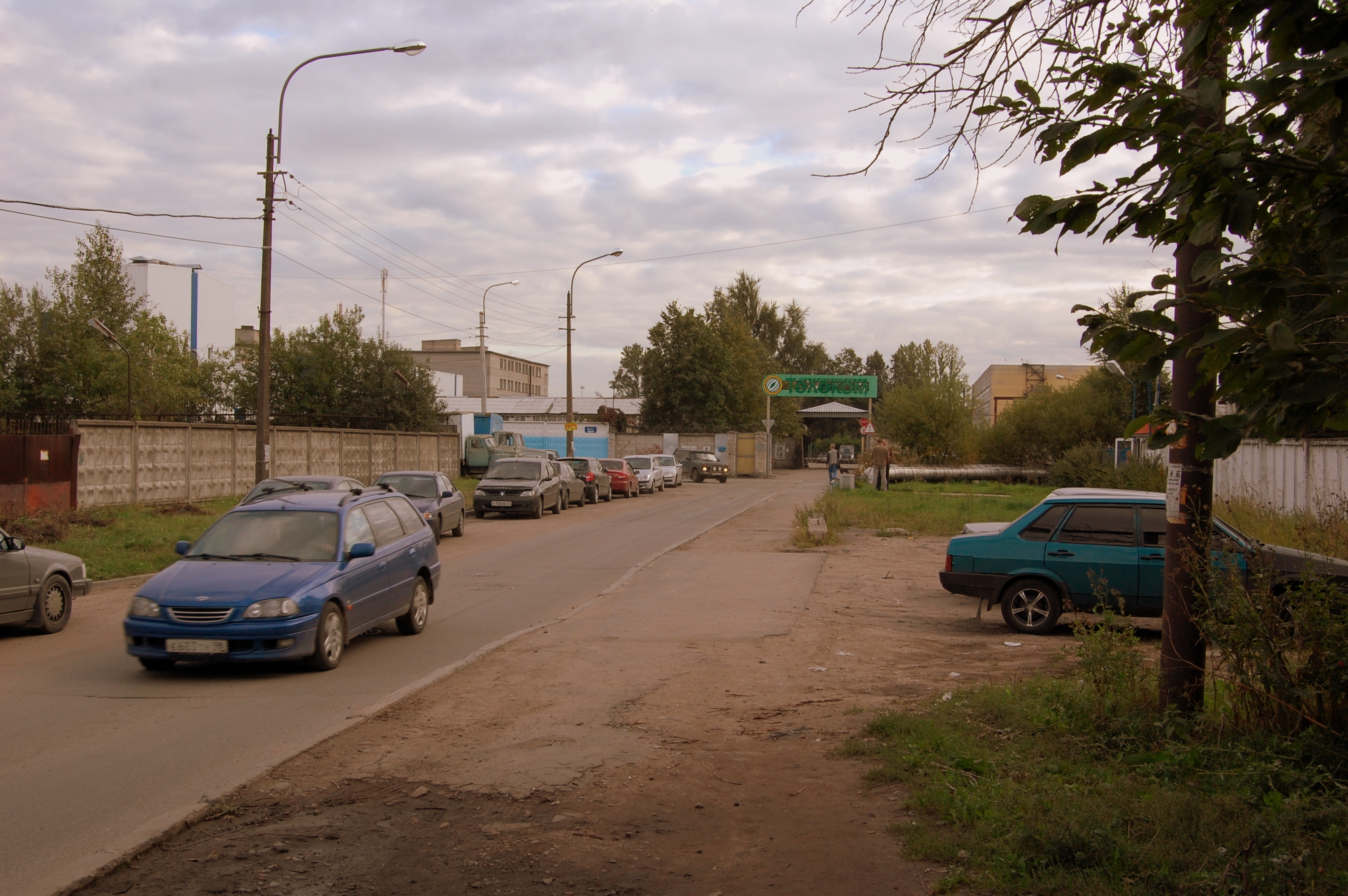
Пересечение с 6-м Предпортовым проездом

С севера на юг:
- Предпортовая улица
- 6-й Предпортовый проезд